# John Lomax
John Avery Lomax (* 23. September 1867 in Goodman, Mississippi, USA; † 26. Januar 1948) war ein US-amerikanischer Folklore- und Musikforscher. Seine Arbeit wurde von seinen Kindern weitergeführt, vor allem von Alan Lomax.

## Leben
John Lomax wurde in Mississippi geboren und wuchs in Texas auf. In der ländlichen Umgebung des Bosque County gewöhnte er sich früh an harte Arbeit und erwarb dabei die unbändige Energie, mit der er sich später seinen Forschungen widmete.
Nach einigen Jahren als Lehrer studierte Lomax ab 1895 englische Literatur an der University of Texas, wo er nach seinem Abschluss zunächst auch arbeitete. 1903 erhielt er einen Ruf an die Texas A&M University, wo er von da an mit seiner Frau Bess Brown Lomax auch wohnte.
1907 ging er zur Harvard University, um dort einen Master-Abschluss zu erwerben. Damit kehrte er zur Texas A&M University zurück, wo er seine Lehrtätigkeit wieder aufnahm, zugleich aber ein Forschungsprojekt über Cowboy-Songs begann. 1910 veröffentlichte er das vielbeachtete Ergebnis der Arbeit unter dem Titel Cowboy Songs and Other Frontier Ballads.
Mit Professor Leonidas Payne von der University of Texas gründete Lomax 1909 die Texas Folklore Society, eine Sektion der American Folklore Society. Die Zielsetzung der Gesellschaft war es, überlieferte Folklore zu sammeln, bevor sie in Vergessenheit geriet, und für Forscher zugänglich zu machen.
1910 nahm Lomax einen Verwaltungsjob an der University of Texas an. Daneben führte er seine Forschungen weiter. 1917 wurde Lomax jedoch infolge politischer Streitigkeiten zwischen dem Universitätspräsidenten und dem Gouverneur zusammen mit weiteren Kollegen entlassen. Er zog nach Chicago und arbeitete bei einer Bank, ohne jedoch sein Interesse für die Folkloreforschung aufzugeben. Allerdings waren die Möglichkeiten dafür in Chicago beschränkt.
1931 starb Bess Brown Lomax im Alter von 50 Jahren. Das jüngste der vier Kinder des Ehepaares war zu diesem Zeitpunkt zehn Jahre alt. Mit seinen Söhnen John und Alan nahm Lomax seine Forschungstätigkeit wieder auf. 1932 gewann er einen Verlag in New York für die Veröffentlichung einer Anthologie amerikanischer Balladen und Folk-Songs. Er reiste nach Washington, um das Archive of American Folk Song nach geeignetem Material zu durchforsten.
Zu dieser Zeit besaß das Archiv bereits eine Sammlung kommerzieller Phonographen-Schallplatten, dazu Aufnahmen von Folk-Songs auf Wachszylindern, die vor Ort angefertigt worden waren. Lomax traf eine Vereinbarung mit dem Archiv, das ihm das Aufnahmegerät stellte, mit dem er umherreisen würde, um authentische Aufnahmen für das Archiv zu machen. So entstand eine zehnjährige fruchtbare Zusammenarbeit, an der sich die gesamte Familie von John Lomax beteiligte, einschließlich seiner zweiten Frau Ruby Terrill Lomax, die er 1934 heiratete.
1933 unternahm John Lomax zusammen mit dem 18-jährigen Alan eine erste Expedition im Auftrag des Archivs. Sie besuchten vor allem Straflager in Texas, wo sie die Songs von Gefangenen wie James „Iron Head“ Baker, Moses „Clear Rock“ Platt und Lightnin’ Washington aufnahmen. In Louisiana machten sie Aufnahmen von Huddie Ledbetter, besser bekannt als Leadbelly.
1936 wurde Lomax zusätzlich für zwei Agenturen der Works Progress Administration tätig, für die er historische Aufnahmen und Niederschriften der Erzählungen von Sklaven sammelte.